# 김동길 (권투 선수)
김동길(金東吉, 1961년 5월 9일~)은 대한민국의 권투 선수이다. 1984년 하계 올림픽에 대한민국 국가대표로 참가했다.

## 생애
전라남도 담양군에서 3남 2녀 중 3남으로 태어났다. 1976년 2월 중학교를 졸업한 뒤 광주체육관에 들어가 복싱을 배웠다. 
1977년 김명복배에서 우승했고 1979년 시도대항전 겸 국가대표 선발전에서 라이트급 간판이었던 황정한을 꺾고 우승핶다. 
1980년 태국 킹스컵 국제복싱대회 금메달을 획득했으며 1980년 하계 올림픽 대표 선발전에서 김인창에게 패배. 1980년 LA 시장배 우승. 1981년 마르코스배 국제복싱대회 금메달. 1982년 인도네시아 대통령배 우승. 1982년 뮌헨 세계복싱선수권대회 은메달. 1982년 뉴델리 아시안게임 금메달. 1983년 킹스컵 복싱대회 우승. 간염으로 10개월간 투병. 1984년 LA올림픽 8강전에서 제리 페이지에게 판정패. 1986년 서울 아시안게임 금메달. 
은퇴 후 1987년부터 서울체육고등학교. 광주 수운중학교, 광주체육중고등학교, 용두중학교, 양산중학교 코치를 맡았다.